# Mentoplastia
Mentoplastia é uma intervenção cirúrgica no mento, para reduzi-lo ou aumentá-lo, neste último caso mediante o uso de prótese.
Mento é porção inferior e média da face, saliente, e que se localiza abaixo do lábio inferior.